# Pseudatrichia parva
Pseudatrichia parva är en tvåvingeart som beskrevs av Hardy 1944. Pseudatrichia parva ingår i släktet Pseudatrichia och familjen fönsterflugor.
Artens utbredningsområde är Arizona. Inga underarter finns listade i Catalogue of Life.